# コルィマ鉱山

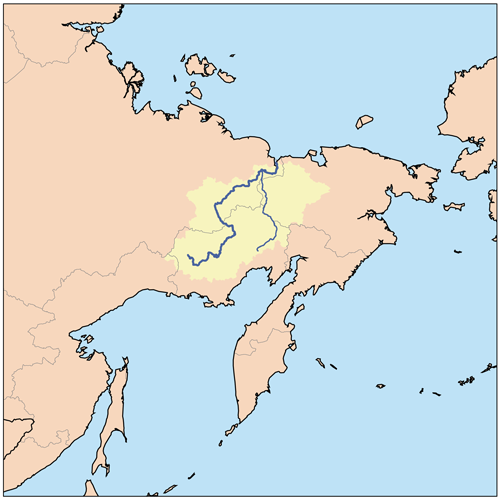
コルィマ流域

コルィマ鉱山（コルィマこうざん、Колыма́）は、ロシアマガダン州からサハ共和国、チュクチ自治管区を流れるコルィマ川流域に広がる金鉱山。流域に強制収容所が建設された時代は、作家のアレクサンドル・ソルジェニーツィン曰く「冷酷さと残酷さの極」とされた。

## 発見
20世紀初頭、北極海へ注ぐコルィマ川中流域で砂金が発見されたが、1年の半分以上が氷点下という過酷な環境下のため開発は進まなかった。開発の契機となったのは、ロシア革命である。ソビエト共産党の方針に反対するもしくは潜在的に脅威を与えるとされた政治犯は次々と流刑処分にされ、シベリアへ送られ強制労働を強いられることとなった。そのシベリア側の受け入れ先の一つがコルィマ鉱山である。受け入れ先といっても永久凍土やタイガが広がる原野であり、1928年にまず、労働者や物資を受け入れるためオホーツク海に面した場所にナガエフ港（後のマガダン市）が流刑囚により建設された。その後、マガダンを拠点に分水嶺を越えてコルィマ川沿いに進出するコリマ街道やレナ街道の建設工事、およびコルィマ川流域での金鉱の開発が行われた。

## 強制労働による開発

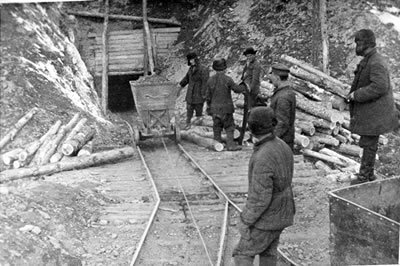
コルィマでの鉱山労働

マガダン（市に昇格するのは1937年以降）には、1934年にソ連内務人民委員部ダリストロイ（極北地方建設総局）が設置され、組織的な強制収容所（グラグ）の建設と就労対策が進められた。囚人は、ソ連各地から主にワニノへ陸送され、そこから船によってマガダンへ送られ、さらにコルィマへ移動させられて金の採取や木材の伐採などに使役された。コルィマ鉱山の金鉱は漂砂鉱床（砂金）であり、品質が高く、露天掘りで対処できることから、第二次世界大戦の戦中・戦後の疲弊したソ連経済を支えるほどの採掘量を見せた。

### 犠牲
囚人労働者たちは、過酷な環境の中、満足な防寒具・道具・食料を与えられずに、人間に耐えられる限界を超えて酷使され、短期間で死んでいった。囚人を使役する看守たちも、囚人の監督不行き届き、採掘ノルマ未達などを口実に絶えず粛清される恐怖に晒されており、自らを守るために囚人の酷使を強め、より多くの囚人が死ぬという悪循環が繰り返された。しかし、補充要員となる政治犯が中央から次々に送り込まれる状態であり、囚人労働者の使い捨ては問題にならなかった。最盛期には、マガダンに船で到着してから鉱山で斃死するまで平均寿命3週間とも言われ、数少ない生還者から国内に現地の状況が漏れ伝わるにつれ、史上最悪の収容所として恐れられた。
コルィマ鉱山では、毎年囚人の3分の1が死んだ。コルィマ鉱山で17年間強制労働を課されたヴァルラーム・シャラーモフは、第二次世界大戦中に反ナチ戦争のためという名目でアメリカから借りたブルドーザーが、収容所内の何千もの凍結した死体処分に使用されたことを記録している。

## 現在のコルィマ

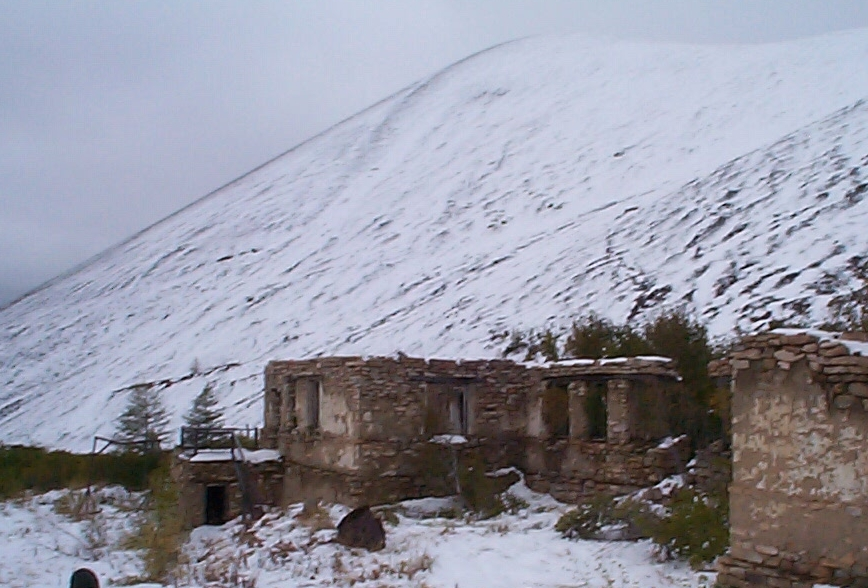
Butugycheg のスズ鉱山跡に残るグラグの司令官室と警備所の廃墟。1955年まで政治犯収容所で、1958年に完全閉鎖された

1953年、スターリンが死去し、ラヴレンチー・ベリヤ内務相が銃殺刑になり恐怖政治の時代が去ると、政治犯は次々と名誉回復の手続きが行われ、翌1954年にはマガダン市のダリストロイも解散。以後は、一般労働者中心による開発が進められることとなった。
2000年代に入っても操業が続けられており、金の生産量は年間20t前後。年の半分は操業が難しく、永久凍土の掘削が必要となる厳しい環境にはあるが、現在のロシアでも屈指の生産量を誇る。